# Кокшокы
Кокшокы (каз. Көкшоқы) — село в Карасайском районе Алматинской области Казахстана. Входит в состав Большеалматинского сельского округа. Код КАТО — 195257600.

## Население
В 1999 году население села составляло 269 человек (129 мужчин и 140 женщин). По данным переписи 2009 года, в селе проживало 405 человек (216 мужчин и 189 женщин).